# سیارک ۱۵۰۲
سیارک ۱۵۰۲ (به انگلیسی: 1502 Arenda، نامگذاری:1938WB) هزار و پانصد و دومین سیارک کشف شده‌است که در ۱۷ نوامبر ۱۹۳۸ و در هایدلبرگ کشف شد.
قدر مطلق سیارک برابر ۱۱٫۶۰ است.